# Attacus lorquinii
Attacus lorquinii är en fjärilsart som beskrevs av Felder 1861. Attacus lorquinii ingår i släktet Attacus och familjen påfågelsspinnare. Inga underarter finns listade i Catalogue of Life.